# USS LST-469
L’USS LST-469 est un navire de débarquement de type Landing Ship Tank.

## Historique
Durant la Seconde Guerre mondiale, l'USS LST-469 est affecté sur le théâtre du Pacifique. Le 16 juin 1943, il est torpillé par un sous-marin japonais, I-174 alors qu'il voyageait avec le convoi GP55. Il est envoyé en réparation à Sydney.

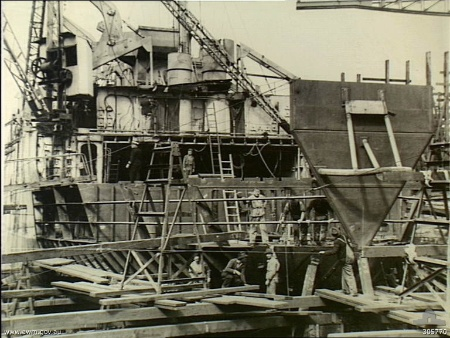
USS LST-469 en réparation en août 1943

Lors de la Campagne de Nouvelle-Guinée, il participe aux opérations suivantes :
- la bataille de Hollandia en avril 1944 ;
- la bataille de Wakde-Sarmi en mai 1944 ;
- la bataille de Biak en mai et en juin 1944 ;
- la bataille de Noemfoor en juillet 1944 ;
- la bataille de Sansapor en juillet et août 1944 ;
- la Bataille de Morotai en septembre 1944.

Il participe ensuite à la reconquête des Philippines lors de la bataille de Leyte en octobre 1944 et bataille du Golfe de Lingayen en janvier 1945.
Une fois la guerre terminée, il participe à l'occupation du Japon puis repart aux États-Unis fin 1945. Il est démoli en 1947 à New York.

## Distinctions
L'USS LST-469 possède 4 battle stars.